# Вулиця Василя Макуха (Київ)
Ву́лиця Василя Макуха — вулиця в Шевченківському районі міста Києва, місцевість Шулявка. Пролягає від вулиці Антона Цедіка до Дегтярівської вулиці.

## Історія
Вулиця виникла у 60-ті роки XX століття під назвою Нова. З 1966 року мала назву вулиця Івана Шевцова, на честь голови Київської міської ради у 1940–1941 роках Івана Шевцова, який загинув при обороні Києва у 1941 році. 
Сучасна назва на честь українського громадського діяча Василя Макуха — з 2019 року.

## Установи
- Український науково-дослідницький і конструкторський інститут по розробці машин і устаткування для переробки пластмас, гуми та штучної шкіри (буд. № 1)